# Hankido
Hankido (한기도) is een betrekkelijk nieuwe, vanuit het Hapkido (합기도) ontwikkelde, Koreaanse vechtkunst. Deze stijl werd ontwikkeld door grootmeester Myung Jae-nam (명재남).
Myung Jae Nam beoefende traditioneel hapkido toen hij in contact kwam met een Japanse aikido-beoefenaar, Hirata sensei. Dit contact zorgde voor een uitwisseling van technieken tussen Myung Jae Nam en Hirata. Het kwam zelfs zover dat Myung Jae Nam in de jaren zeventig de Koreaanse vertegenwoordiger was van de aikikai in Zuid-Korea. In deze tijd schreef hij ook een boek, waarin al duidelijk de invloed van aikido op zijn stijl zichtbaar is.
Begin jaren tachtig besloot Myung Jae Nam dat de tijd rijp was om zijn eigen stijl te ontwikkelen. Hij richtte de International Hapkido Federation op in 1981 en begon aan de ontwikkeling van zijn eigen stijl, hankido.
Hoewel de invloeden van hapkido en aikido nog steeds duidelijk zichtbaar zijn, kent hankido daarnaast ook veel unieke aspecten die deze vechtkunst zijn eigen karakter geven.

## Geschiedenis
De ontstaansgeschiedenis van hankido loopt vrijwel parallel met de levensloop van de stichter, Myung Jae Nam. Na traditioneel hapkido te hebben gestudeerd, raakte Myung Jae Nam in contact met een Japanse aikido-beoefenaar, Hirata, waarmee hij samen trainde. Dit leidde uiteindelijk tot een samenwerking tussen Myung Jae Nams Koreaanse organisatie en de Japanse Aikikai in de jaren zeventig van de vorige eeuw.
Eind jaren zeventig begin jaren tachtig besloot Myung Jae Nam om zijn eigenlijk te ontwikkelen en verbrak de banden met de Aikikai. In deze periode trainde hij voornamelijk alleen en liet de lessen in zijn school over aan gevorderde leerlingen.

's Morgens vroeg trainde en mediteerde Myung alleen voor een spiegel en ontwikkelde zo de ideeën voor zijn eigen stijl. Myung liet zich met name inspireren door elementen en ritmes uit de Koreaanse cultuur.
In de jaren tachtig van de 20e eeuw publiceerde Myung Jae Nam verschillende boeken en video's waarin zijn nieuwe stijl vorm begon te krijgen. In 1986 bracht hij op uitnodiging van het Olympische comité van Oostenrijk een bezoek aan dat land en demonstreerde daar voor het eerst buiten Korea zijn vechtkunst. In dezelfde periode werd een bezoek gebracht aan Nederland en Frankrijk.
Tijdens de International H.K.D Games van 1990 werd hankido voor het eerst publiek vertoond en in 1993 werd een trademark verkregen op de naam hankido.

## Vertaling
De term hankido kan worden opgedeeld in drie afzonderlijke termen.
- Han (한 / 韓) staat voor het Koreaanse volk.
- Ki (기 / 氣) staat voor ki, innerlijke kracht.
- Do (도 / 道) staat voor de weg.

Vrij vertaald dus de manier voor Koreanen om hun innerlijke kracht te ontwikkelen.
Natuurlijk is hankido niet alleen bedoeld voor Koreanen, het wordt wereldwijd beoefend.
Het woord hankido wordt vaak geschreven met de ki en do in hanja en de han in oud-hangul waar de letter a (ㅏ) wordt weergegeven door middel van een punt (ㆍ). (zie afbeelding)

## Graduatie
| 10e gup | wit            | sib gup   | 십급 |
| 9e gup  |                |           |      |
| geel    | gu gup         | 구급      |      |
| 8e gup  |                |           |      |
| blauw   | pal gup        | 팔급      |      |
| 7e gup  |                |           |      |
| blauw   | chil gup       | 칠급      |      |
| 6e gup  |                |           |      |
| groen   | yuk gup        | 육급      |      |
| 5e gup  |                |           |      |
| groen   | oh gup         | 오급      |      |
| 4e gup  |                |           |      |
| rood    | sa gup         | 사급      |      |
| 3e gup  |                |           |      |
| rood    | sam gup        | 삼급      |      |
| 2e gup  |                |           |      |
| bruin   | ee gup         | 이급      |      |
| 1e gup  |                |           |      |
| bruin   | il gup         | 일급      |      |
| 1e Dan  |                |           |      |
| zwart   | il dan/cho dan | 일단/초단 |      |
| 2e Dan  |                |           |      |
| zwart   | ee dan         | 이단      |      |
| 3e Dan  |                |           |      |
| zwart   | sam dan        | 삼단      |      |
| 4e Dan  |                |           |      |
| zwart   | sa dan         | 사단      |      |
| 5e Dan  |                |           |      |
| zwart   | oh dan         | 오단      |      |
| 6e Dan  |                |           |      |
| zwart   | yuk dan        | 육단      |      |
| 7e Dan  |                |           |      |
| zwart   | chil dan       | 칠단      |      |
| 8e Dan  |                |           |      |
| zwart   | pal dan        | 팔단      |      |
| 9e Dan  |                |           |      |
| zwart   | gu dan         | 구단      |      |

Om het niveau van een hankido-beoefenaar aan te geven, wordt gebruikgemaakt van een gradensysteem. Dit systeem bestaat uit twee delen. De zogenaamde negen gup (급) en negen dan (단) graden. De gupgraden lopen af van negen t/m één en de dan graden lopen op van één t/m negen. Om van de ene naar de andere graad te stijgen, dient men vaak een examen af te leggen. De tijd tussen gup-examens is meestal drie tot zes maanden. Tussen dan-examens kan enkele jaren zitten. Als vuistregel kan men aanhouden dat het nummer van de dan-graad aangeeft hoelang het duurt voordat men examen kan doen. Iemand zou dus tussen tweede en derde dan drie jaar moeten trainen voordat hij of zij examen kan afleggen.
De gups worden aangegeven met een systeem van gekleurde banden. Deze banden worden om de middel van de beoefenaar gedragen. De gebruikte kleuren verschillen per school, maar de eerste kleur is altijd wit. In het schema hiernaast zijn de kleuren van de gups aangegeven volgens het meest gangbare systeem in Korea. Nederlandse scholen gebruiken meestal meerdere kleuren voor hun leerlingen.
Danhouders, ook wel yudanja (유단자) genoemd, dragen altijd een zwarte band. In plaats van een band wordt ook wel gebruikgemaakt van een sjerp.
In principe kun je alleen aan de band van een yudanja niet zien welke dan hij heeft. Er wordt in de regel niet gebruikgemaakt van streepjes op de band om aan te geven welke dan men heeft, zoals dat in sommige andere vechtkunsten wel gebruikelijk is. Op de band kunnen verder naam van de drager alsmede de kwan waar hij/zij toe behoort zijn aangegeven.

## Technieken

### Principes
Aan de uitvoering van alle hankido-technieken liggen altijd drie principes ten grondslag. De zogenaamde Sam Dae Wol Lee (삼대원리)
- 1. Won Het principe van de cirkel. (원 圓)

Ronde bewegingen stellen je in staat om de energie van de tegenstander af te buigen. De cirkel staat ook voor natuurlijke, zachte bewegingen.
- 2. Yu Het principe van vloeiendheid (류 流)

Bewegingen zijn niet schokkerig en hard (extern). Maar meegaand zoals water meegaand kan zijn. Bij de uitvoering wordt geen gebruik gemaakt van fysieke kracht.
- 3. Hwa Het principe van ons hart. (화 和)

Onze bewegingen smelten samen met die van de tegenstander tot één harmonieus geheel.
Om tot een beter begrip te komen van deze drie principes en hun toepassing, zijn er drie oefeningen in het Hankido.
- 1. Jeon Hwan Bub (전환법)
- 2. Young Nyu Bub (역류법)
- 3. Sim Hwa Bub (심화법)

Deze oefeningen worden elke les meerdere malen herhaald.

### 8 richtingen
Alle technieken binnen de International H.K.D. Federation worden opgedeeld in acht disciplines (richtingen).
Deze zijn:
- 1. Ho Shin Do Bup (호신도법 - Zelfverdediging)
- 2. Moo Ye Do Bup (무예도법 - Dansende technieken)
- 3. Su Jok Do Bup (수족도법 - Trap- en stoottechnieken)
- 4. Kyuk Ki Do Bup (격기도법 - Sparring technieken)
- 5. Ki Hap Do Bup (기합도법 - Ki-ontwikkelingstechnieken)
- 6. Byung Sool Do Bup (병술도법 - Verdediging met/tegen wapens)
- 7. Su Chim Do Bup (수침도법 - Gebruik van drukpunten)
- 8. Hwan Sang Do Bup (환상도법 - Visualisatie en ademhalingstechnieken)

### Zelfverdediging
Hankido kent twaalf basis zelfverdedigingstechnieken, Ho Shin Ki (호신기) genaamd. Deze twaalf technieken vormen de basis waarop het hele hankido curriculum is gebouwd.
Behalve als zelfverdediging kunnen varianten van deze technieken ook gebruikt worden als dans (Moo Ye Do Bub, 무예도법) en ademhalingsoefeningen (Hwan Sang Do Bub, 환상도법).
Bij het oefenen van moo ye do bub worden de technieken op het ritme van lichte muziek samen met de partner uitgevoerd. Er wordt dus met elkaar geoefend en niet tegen elkaar. Deze technieken hebben als doel om beter in te leren spelen op de bewegingen van de tegenstander volgens het derde principe. In de dans komen de eerste twee principes van cirkel en vloeiendheid haast automatisch tot hun recht.
De hwan sang do bub-technieken zijn opgedeeld in oefeningen voor de verdedigende partij (Hemel, 천기법) en oefeningen voor de aanvallende partij (Aarde, 지기법). Waarbij hemel en aarde elkaars tegenovergestelde zijn, net zoals aanvallen en verdedigen tegenovergesteld aan elkaar zijn.
Hwan sang do bup betekent imaginaire oefeningen, deze technieken worden dan ook solo uitgevoerd, waarbij men alleen de beweging van de aanvallende of verdedigende partij uitvoert. Op deze manier kan men zich concentreren op de juiste ademhaling.
De namen van deze twaalf zelfverdedigingstechnieken zijn:
- 1. (Son Mok) Kwan Jul Ki Bub - (손목)관절기법 - Pols klem-techniek
- 2. Chi Ki Bub - 치기법 - Slag-techniek
- 3. Sib Ja Ki Bub - 십자기법 / 十자기법 - Arm gekruist op de rug-techniek
- 4. Nae Wae Ki Bub - 내외기법 / 內外기법 - Inwaarts/uitwaartse draai-techniek
- 5. Kyeo Rang Ki Bub - 겨랑기법 - Pols inwaarts gedraaid-techniek
- 6. Mok Kama Bub - 목감아법 - Nek draai-techniek
- 7. Mok Keokki Bub - 목꺾기법 - Nek buig-techniek
- 8. Oh Kae Too Bub - 어깨투법 - Schouder-techniek
- 9. Joong Pal Too Bub - 중팔투법 - Midden arm breek-techniek
- 10. Hwae Jeon Too Bub - 회전투법 - Omdraai-techniek
- 11. Pal Mok Ki Bub - 팔목기법 - Arm op keel-techniek
- 12. Pal Bae Ki Bub - 팔배기법 - Arm voor buik-techniek

## Ontwikkeling
Verdere ontwikkeling van hankido gebeurt onder auspiciën van de Jae Nam Moo Sool Won die onder leiding staat van Myung Sung-kwang dojunim, zoon van grootmeester Myung Jae Nam.

## In de lage landen
In 1986 bracht Myung Jae Nam voor het eerst een bezoek aan Nederland. Tijdens dit bezoek demonstreerde hij een vroege vorm van zijn nieuwe stijl. In 1989 bracht hij nogmaals een bezoek aan Nederland. Dit bezoek, waarbij voor het eerst les werd gegeven in de ademhalingsoefeningen, diende als voorbereiding op de officiële introductie van hankido tijdens de 1st International H.K.D Games in Seoel. Myung Jae Nam was aanwezig tijdens de eerste Europese HKD Kampioenschappen te Maastricht in 1996.
Het was meester Ko Baek-yong die in Nederland de ontwikkeling overzag van hankido. Meester Ko was in de jaren '90 hoofdinstructeur van de IHF. Hij hield nauw contact met de Nederlandse HKD Federatie (NHF) en reisde regelmatig af naar Korea en nodigde leden van de NHF uit om in Korea te komen trainen. In 2014 splitsten Ko Baek-yong en zijn leerlingen zich af van de IHF en hebben de World Hankimuye Federation opgericht. Deze organisatie richt zich op het verder ontwikkelen en promoten van hankido.
In België wordt de IHF vertegenwoordigd door Jan Meybosch. Jan is hoofdinstructeur namens de IHF in België, Nederland en Luxemburg. 